# Monchiqueön
Monchiqueön (portugisiska Ilhéu do Monchique) är en liten klippö i den portugisiska ögruppen Azorerna i Atlanten. Ön är den västligaste punkten i världsdelen Europa och är en av världens yttersta platser. Den västligaste platsen på kontinenten Europa är Kap Roca.

## Geografi
Monchiqueön ligger cirka 1,5 km väster om Floresön i Azorernas västra ögrupp (Grupo Ocidental) cirka 1 500 km väster om Portugal.
Den obebodda klippön ligger cirka 4 km nordväst om orten Fajã Grande och cirka 12 km nordväst om huvudorten Santa Cruz. Ön består av basaltsten och har en högsta höjd på ca 43 m ö.h.
Förvaltningsmässigt utgör ön en del av församlingen "Fajã Grande" i kommunen "Lajes das Flores".

## Historia
Ön var en viktig beräkningspunkt för sjömän på den tiden då sjöfarten navigerade efter stjärnorna.